# Quercus inopina
Quercus inopina, és una espècie del gènere Quercus dins de la família de les fagàcies. Està classificada en la secció dels roures vermells d'Amèrica del Nord, Centreamèrica i el nord d'Amèrica del Sud que tenen els estils llargs, les glans maduren en 18 mesos i tenen un sabor molt amarg. Les fulles solen tenir lòbuls amb les puntes afilades, amb truges o amb pues en el lòbul.

## Distribució i hàbitat
És un endemisme del sud-est d'Amèrica del Nord on es distribueix per Florida.

## Taxonomia
Quercus inopina va ser descrita per William Willard Ashe i publicat a Rhodora 31(364): 79–80. 1929.
Etimologia
Quercus: nom genèric del llatí que designava igualment al roure i a l'alzina.
inopina: epítet